# TV+
TV+ (произнася се „Ти-Ви плюс“) е бивш български сателитен телевизионен канал. Каналът е собственост на фирмата „Розенфелд и Ко“ АД. Първоначално стартира като информационен канал през 2005 г., каналът е обособен като политематичен на 31 октомври 2008 г, когато приема и сегашното си име. TV+ е част от медийна група канали, в чието портфолио влизат още каналите F+, Film+, Sport+, Action+, Comedy+, Cinema+, както и развлекателните канали Отблизо ТВ и Хайде в кухнята.
За кратко през април 2021 г. телевизията спира излъчването на новини и актуални предавания поради незаплащане за съдържанието си от „Розенфелд и Ко“ – компанията собственик на телевизията, която е и дъщерна на кабелния оператор „Булсатком“.
Каналът спира излъчване в мрежата на „Булсатком“ на 1 август 2021 г. а TV+ продължава да излъчва при новия български телевизионен оператор Поларис и А1 България.
На 23 декември 2022 г. каналът спира излъчване, с което се счита официално за закрит.

## Продукции[3]
- Денят с Веселин Дремджиев (външна продукция) – предаване за анализи и коментари по актуални теми – всеки делничен ден от 20:00 ч. и 00:00 ч. (повторение)
- Алтернативата – политематично предаване – всеки делничен ден от 18:00 ч.
- Работно време – забавно информационно предаване с водещ Весела Методиева – Еси – събота от 08:30 ч.
- Какво е да си... – забавно информационно предаване с водещ Весела Методиева – Еси – неделя от 08:30 ч.
- Изкуството – тогава, сега и завинаги – предаване за изкуство – събота и неделя от 8:00 ч.
- Racing Extreme (външна продукция) – телевизионна поредица за екстремни спортове – всеки делничен ден от 23:30
- Непознатото лице – документална поредица с автор Мария Вълчева
- Български надежди – документална поредица с автор Мария Вълчева
- Видимо и Невидимо – Бизнес клуб – икономическо предаване – всеки делничен ден от 17:00
- Предавания за история на България – всеки делничен ден от 17:30
- Обикновено след 21:00 се излъчват предавания за риболов, а в 23:00 предавания за лов.

## Спорт
Каналите в групата на TV+ излъчват спортни събития като – испанската Ла Лига (до 2021), холандската Ередивизи (до 2015), ATP World Masters (до 2017), част от който е най-гледаното тенис първенство Уимбълдън (до 2016), женските тенис турнири от веригата WTA, Националната хокейна лига (до 2014), както и състезанията от сериите MotoGP (до 2016). Излъчва също и срещите от Национална баскетболна лига на България. От октомври 2010 г. до 2015 г. каналите на групата излъчват северноамериканското баскетболно първенство NBA в българския ефир след близо година прекъсване.

## Излъчващи се спортни събития
- Тенис
  - WTA – всички турнири

## Покритие
TV+ се излъчва при новия български телевизионен оператор Поларис Медия, както и в мрежата на А1. От 1 януари 2019 г. е прекратено излъчването по Vivacom, а от 1 август 2021 г. е прекратено и излъчването в мрежата на Bulsatcom.